# Newbawn
Newbawn är en ort i republiken Irland.   Den ligger i grevskapet Loch Garman och provinsen Leinster, i den sydöstra delen av landet, 120 km söder om huvudstaden Dublin. Newbawn ligger 69 meter över havet och antalet invånare är 184.
Terrängen runt Newbawn är platt. Runt Newbawn är det ganska glesbefolkat, med 38 invånare per kvadratkilometer. Närmaste större samhälle är New Ross, 12,1 km nordväst om Newbawn. Trakten runt Newbawn består till största delen av jordbruksmark.